# Burn Halo
Burn Halo es una banda de rock del condado de Orange y Tulsa, Estados Unidos. Fundada en 2007 por James Hart, exvocalista de la banda hardcore/punk Eighteen Visions. El músico James Hart pasó casi una década grabando y haciendo giras como el líder de la banda Eighteen Visions.

## Miembros
- James Hart - voz
- Joey Roxx -  guitarra líder
- Ryan Frost - guitarra rítmica
- Chris Bishop - bajo
- John Duarte - batería

### Miembros anteriores
- Timmy Russell - batería (2009-2010)
- Ryan Folden - batería (2008-2009)
- Allen Wheeler - guitarra (2008-2009)

## Discografía
- Burn Halo (2009)
- Up From The Ashes (2011)
- Wolves Of War (2015)

### Sencillos
| Año  | Canción             | Posiciones | Posiciones      | Posiciones | Posiciones | Álbum     |
| Año  | Canción             | US         | U.S. Main. Rock | US Mod.    | UK         | Álbum     |
| ---- | ------------------- | ---------- | --------------- | ---------- | ---------- | --------- |
| 2009 | "Dirty Little Girl" | —          | 19              | —          | —          | Burn Halo |
| 2010 | "Save Me"           | —          | 36              | —          | —          | Burn Halo |